# ニコラス・ビグネリ
ニコラス・イグナシオ・ビグネリ・セトルロ（Nicolás Ignacio Vigneri Cetrulo, 1983年7月6日 - ）は、ウルグアイ・モンテビデオ出身の元同国代表サッカー選手、サッカー指導者。現役時代のポジションはフォワード。

## 経歴
2005年、CAペニャロールに移籍した。ペニャロールでは55試合で19得点した。2008年にメキシコのクルス・アスルに移籍し、インテルリーガのサン・ルイスFC戦でデビューした。その試合は0-1で敗れた。3試合目となったUNAMプーマス戦で初得点した。2008クラウスーラの最終戦のサントス・ラグナ戦で2得点目を決めた。クルス・アスルでは34試合に出場して5得点した。2009年1月、アルゼンチンのラシン・クルブに移籍した。2月9日のCAラヌース戦でデビューしたが、ラシン・クルブでは3試合しか出場しなかった。6月、メキシコに戻ってプエブラFCに移籍した。
2016-17シーズンよりCSカルタヒネスへ加入したが、2016年9月21日に退団した。
2003年、CAフェニックス在籍時にウルグアイ代表デビューし、この年に初得点も記録した。

## タイトル
ナシオナル
- プリメーラ・ディビシオン : 2010-11